# 杨光林
杨光林（1940年12月—），男，苗族，贵州榕江人，中华人民共和国政治人物，曾任贵州省政协副主席、提案委员会主任，贵州省人大常委会副主任。